# نیژکوو
نیژکوو (به چکی: Nížkov) یک منطقهٔ مسکونی در جمهوری چک است که در ناحیه ژدار ناد سازاووو واقع شده‌است. نیژکوو ۱۸٫۳۲ کیلومتر مربع مساحت و ۸۹۱ نفر جمعیت دارد و ۵۲۷ متر بالاتر از سطح دریا واقع شده‌است.